# Pero velutina
Pero velutina är en fjärilsart som beskrevs av W. Warren 1900. Pero velutina ingår i släktet Pero och familjen mätare. Inga underarter finns listade i Catalogue of Life.